# Fly (folyó)

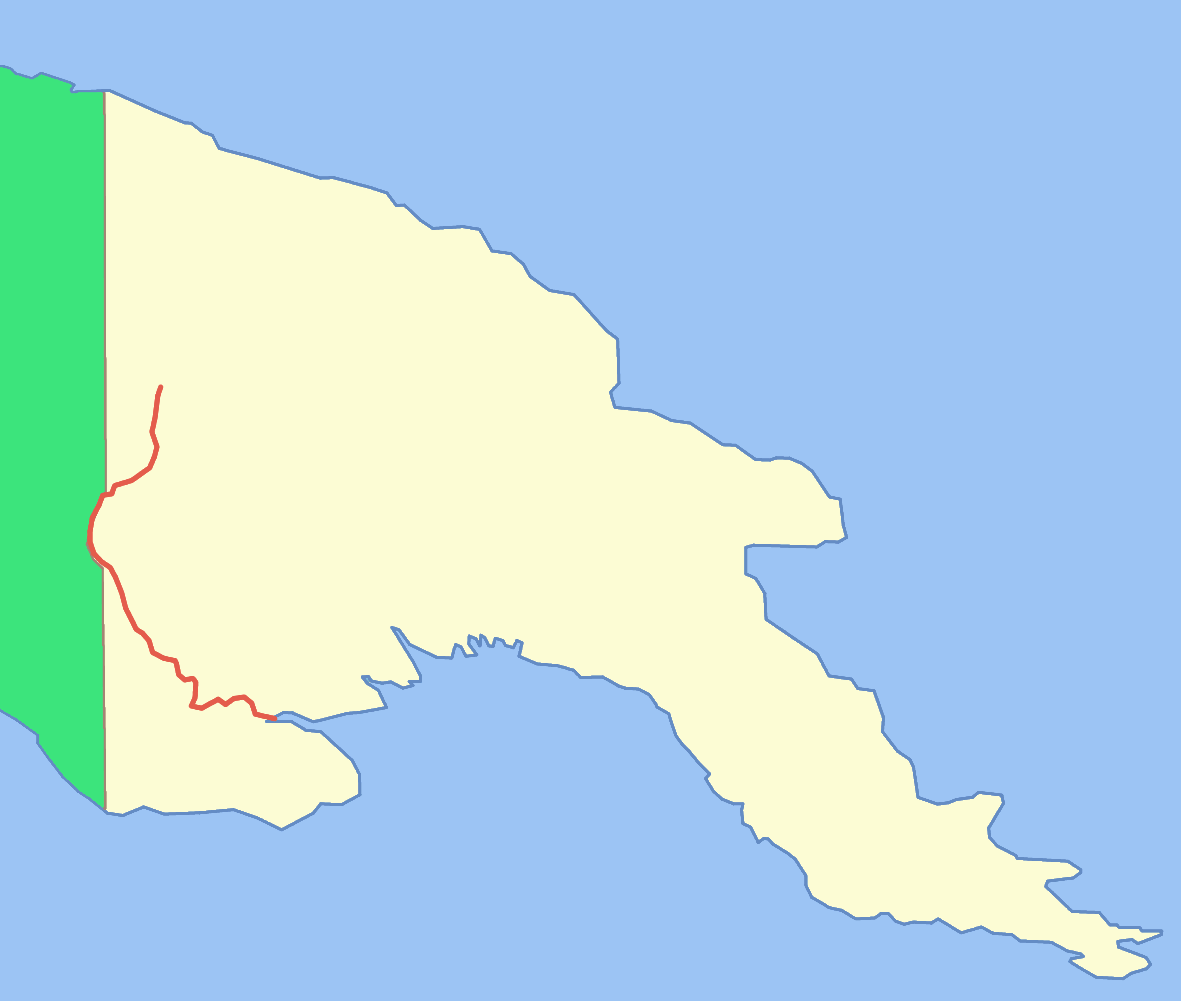
Pozíció Új-Guinea térképén

A Fly 1060 km-es hosszával a harmadik leghosszabb folyó Új-Guinea szigetén, a Sepik és a Mamberamo után. A Fly a legnagyobb vízhozamú olyan folyó a világon, amely egy szigeten található (bár a különböző forrású adatok közül nehéz eldönteni, hogy ezt az első helyet a Fly vagy a borneói Kapuas "érdemli" meg), valamint a világ 20. legnagyobb elsődleges folyója a vízhozamot tekintve. Pápua Új-Guinea és Indonézia Pápua tartományának délnyugati részén található.

## Leírás
A Digul- vagy Star-hegységben ered és átszeli a délnyugati alföldeket, mielőtt egy nagy deltával a Pápua-öbölbe ömlene. A Fly többnyire Pápua Új-Guinea nyugati tartományán halad keresztül, és egy kis szakaszon nemzetközi határt alkot Indonéziával. A folyó esése, olyan kicsi, hogy a torkolattól  900 km-re található Kiunga településnél csak 21 méter magasságban folyik a tenger szintjéhez képest. A megállapodás részeként Indonéziának joga van használni a Fly-t a torkolatáig hajózásra. A torkolatához közel a Fly áramlása találkozik egy árapály jelenséggel, ahol a beérkező dagály a vizet felfelé tolja, amíg az ár vissza nem vonul. Ennek az árapály jelenségnek a hatótávolsága még mindig nem dokumentált (egyes publikációk szerint mintegy 300 km-re fel a folyón érezteti hatását).

## Vízrajza
A Fly-Strickland folyórendszer teljes hossza 1280 km (ez a világ leghosszabb folyórendszere egy szigeten). A Strickland a Fly leghosszabb és legnagyobb mellékfolyója (vízhozama az összefolyásnál nagyobb mint a főfolyóé), így ez tekinthető a Fly folyó legtávolabbi forráságának. A folyam 76 ezer négyzetkilométernyi vízgyűjtőjére átlagosan évi 5700 mm csapadék hull (szárazabb években 3476 mm) és ennek több mint a fele kerül lefolyásra. Vízjárása egyenletes, de így is széles határok között alakul a vízhozama: a deltánál a "szárazabb" években 5670, a csapadékosabb években 7500 m3/s. Azonban a Fly nem csak sok vizet, hanem a Sepikhez hasonlóan rengeteg hordalékot is szállít (Sepik: 115 millió tonna/év, Fly: 115-125 millió tonna/év) a tengerbe.

## Delta
A Fly folyó deltája több mint 100 km széles a bejáratánál, de csak 11 km széles a Kiwai-sziget feletti csúcsánál. Területe 7100 km2. A delta 3 fő ágra bomlik (a déli, északi és távoli északi), amelyek egy közös pontból (a „csúcsból”) ágaznak ki. A csatornák 5-15 méter mélyek, hosszúkás, homokos-iszap szigeteket választanak el egymástól, amelyeket buja mangrove növényzet stabilizál. A szigetek erodálódnak és gyorsan újjáépülnek a területen, ahol akár 150 méter/év oldalirányú vándorlási sebességük is lehet, míg a tenger felőli szigeteken lassabb. A delta csúcsától felfelé a folyó fokozatosan szűkül 1,6 km-re vagy annál kisebbre. A Fly delta felülnézetben jellegzetes tölcsér alakot mutat, ami bizonyítja az árapály áramlás alapvető szerepét a delta geomorfológiájának kialakításában. Az átlagos tavaszi árapály-tartományok a deltán belül felerősödnek, körülbelül 3,5 méterről az elosztó csatornák tenger felőli bejáratánál, és elérik a körülbelül 5 méteres magasságot a delta csúcsánál. A delta átlagosan körülbelül évente 6 métert halad a tenger belseje felé. A Fly deltát az árapály által uralt delta globális "típus-esetének" tekintik. A folyó deltáját alacsony és mocsaras szigetek szegélyezik, amelyeket mangrove- és nipapálma borít, és ezeken a szigeteken falvak és megművelt területek találhatók. A torkolat két oldalán elterülő föld azonos jellegű. A torkolat szigetei laposak, és vastag, termékeny hordaléktalaj borítja őket. A legnagyobb szigetek a Kiwai-sziget, a Purutu-sziget, a Wabuda-sziget, az Aibinio-sziget, a Mibu-sziget és a Domori-sziget. A Kiwai-, Wabuda- és Domori-szigetek lakottak.
A Fly deltájának lakói mezőgazdasággal és vadászattal foglalkoznak. Kókuszpálmát, kenyérgyümölcsöt, útifűféléket, szágópálmát és cukornádat termesztenek.